# Zheng Xingjuan
Zheng Xingjuan (郑 幸娟) (née le 20 mars 1989 à Fuqing) est une athlète chinoise, spécialiste du saut en hauteur.

## Carrière
Elle a franchi la barre de 1,95 m en plein air à Jinan, le 25 octobre 2009.
En salle, elle a franchi 1,94 m à Doha pour prendre la 5e place des Championnats du monde d'athlétisme en salle 2010.
À Canton, elle remporte la médaille d'or lors des Championnats d'Asie d'athlétisme 2009. Elle franchit à nouveau 1,95 m lors des qualifications pour terminer 6e lors de Daegu 2011 en 1,93 m.
Elle bat son record personnel en 1,96 m à Suzhou en fin d'année 2014, à seulement un centimètre du record de Chine. Elle connait une saison 2015 en demi-teinte, perturbée notamment par des blessures : elle ne remporte que le bronze des Championnats d'Asie en 1,84 m et est éliminée en qualifications des Championnats du monde dans son pays natal avec 1,80 m.

## Palmarès
| Date | Compétition                    | Lieu      | Résultat | Marque |
| ---- | ------------------------------ | --------- | -------- | ------ |
| 2005 | Jeux de l'Asie de l'Est        | Macao     | 2e       | 1,85 m |
| 2006 | Championnats d'Asie juniors    | Macao     | 6e       | 1,75 m |
| 2006 | Championnats du monde juniors  | Pékin     | 2e       | 1,88 m |
| 2006 | Jeux asiatiques                | Doha      | 2e       | 1,91 m |
| 2009 | Jeux asiatiques en salle       | Hanoi     | 4e       | 1,89 m |
| 2009 | Championnats d'Asie            | Canton    | 1re      | 1,93 m |
| 2009 | Jeux de l'Asie de l'Est        | Hong Kong | 1re      | 1,88 m |
| 2010 | Championnats du monde en salle | Doha      | 5e       | 1,94 m |
| 2010 | Jeux asiatiques                | Guangzhou | 3e       | 1,90 m |
| 2011 | Shanghai Golden Grand Prix     | Shanghai  | 2e       | 1,90 m |
| 2011 | Championnats d'Asie            | Kobe      | 1re      | 1,91 m |
| 2011 | Championnats du monde          | Daegu     | 5e       | 1,93 m |
| 2012 | Championnats d'Asie en salle   | Hangzhou  | 1re      | 1,92 m |
| 2013 | Championnats du monde          | Moscou    | 8e       | 1,93 m |
| 2014 | Championnats d'Asie en salle   | Hangzhou  | 2e       | 1,91 m |
| 2014 | Jeux asiatiques                | Incheon   | 2e       | 1,92 m |
| 2015 | Championnats d'Asie            | Wuhan     | 3e       | 1,84 m |
| 2016 | Championnats d'Asie en salle   | Doha      | 3e       | 1,88 m |

### National
| Date | Compétition                    | Lieu         | Résultat | Marque |
| ---- | ------------------------------ | ------------ | -------- | ------ |
| 2004 | Championnats de Chine          | Shijiazhuang | 8e       | 1,80 m |
| 2005 | Championnats de Chine          | Changsha     | 2e       | 1,84 m |
| 2005 | Jeux nationaux de Chine        | Nanjing      | 5e       | 1,80 m |
| 2006 | Championnats de Chine          | Shijiazhuang | 1re      | 1,92 m |
| 2008 | Championnats de Chine          | Shijiazhuang | 1re      | 1,91 m |
| 2009 | Championnats de Chine          | Suzhou       | 1re      | 1,84 m |
| 2009 | Jeux nationaux de Chine        | Jinan        | 1re      | 1,95 m |
| 2010 | Championnats de Chine          | Jinan        | 1re      | 1,91 m |
| 2011 | Championnats de Chine en salle | Chengdu      | 1re      | 1,92 m |
| 2011 | Championnats de Chine          | Hefei        | 1re      | 1,88 m |
| 2012 | Championnats de Chine          | Kunshan      | 1re      | 1,92 m |
| 2013 | Jeux nationaux de Chine        | Shenyang     | 1re      | 1,92 m |
| 2014 | Championnats de Chine          | Suzhou       | 1re      | 1,96 m |
| 2015 | Championnats de Chine          | Suzhou       | 2e       | 1,84 m |
| 2017 | Championnats de Chine          | Jinan        | 2e       | 1,84 m |
| 2017 | Jeux nationaux de Chine        | Tianjin      | 2e       | 1,90 m |

## Records personnels
| Épreuve         | Épreuve      | Performance | Lieu    | Date            |
| --------------- | ------------ | ----------- | ------- | --------------- |
| Saut en hauteur | En plein air | 1,96 m      | Suzhou  | 12 octobre 2014 |
| Saut en hauteur | En salle     | 1,95 m (NR) | Nanjing | 9 mars 2014     |